# آنژل کوسته
آنژل کوسته (به فرانسوی: Angèle Koster) رمان‌نویس قرن بیستم میلادی اهل فرانسه است.